# Encyklika
Encyklika je papežský okružní list adresovaný původně biskupům, dnes zpravidla i kněžím a věřícím na celém světě. Slovo encyklika pochází z latinského encyclia (z řečtiny ἐν κύκλῳ [en kyklo]), což znamenalo obecný nebo obíhající. Stejný základ má i slovo encyklopedia. Obsah encykliky vychází z priorit daného papeže, který pro svá prohlášení může využít různou formu, od nejsilnější konstituce, encykliku, pastýřský list až po kázání (homilii).
Název encykliky zpravidla je složen z prvních slov jejího znění (Incipit). Adresáty mohou být všichni biskupové nebo jen někteří (např. biskupové a věřící Španělska )
Ačkoli termín „encyklika“ původně znamenal prostě oběžník, v kontextu katolické církve získal specifičtější význam. V roce 1740 napsal papež Benedikt XIV. dopis nazvaný Ubi primum (nezaměňovat s encyklikou Ubi primum papeže Pia IX.), který je obecně považován za první encykliku. Ve 21. století se tento termín používá téměř výhradně pro druh dopisu rozesílaného papežem.

## Charakteristika
Encyklika obsahuje poučení papeže o církevních zásadách v závažných otázkách víry a mravů, někdy se týká stavu církve, např. perzekuce církve v Mexiku v Iniquis afflictisque nebo ve Španělsku v Dilectissima nobis anebo se týká akceptace nebo odmítnutí nějakého společenského jevu např. odsouzení komunismu v Qui pluribus. Některé encykliky pouze připomínají předchozí vyhlášení nebo události (1100. výročí od příchodu věrozvěstů Cyrila a Metoděje v Slavorum apostoli). Každá má dané určité téma, papež obvykle během svého působení vydá encyklik několik. Rozšířenost a počet encyklik mezi řadovými věřícími prudce vzrostla za papeže Jana Pavla II.
Encykliky byly výjimečně vydány i v anglikánské a pravoslavných církvích  jako odpovědi na encykliky papežské.

### Sociální encykliky
Sociální encyklika je označení pro některé encykliky vydávané od konce 19. století, které reagují na tzv. sociální otázku, obzvláště palčivou na přelomu devatenáctého a dvacátého století, a obecně na problémy soudobé společnosti. Tématem těchto encyklik je zvláště sociální spravedlnost a úkol křesťanů ve společnosti. Sociální encykliky tak do značné míry spoluvytvářejí a shrnují sociální nauku církve.
Seznam sociálních encyklik
- Lev XIII., Rerum novarum, 1891
- Pius XI., Quadragesimo anno, 1931
- Jan XXIII., Mater et Magistra, 1961
- Jan XXIII., Pacem in terris, 1963
- Pavel VI., Populorum progressio, 1967
- Jan Pavel II., Laborem exercens, 1981
- Jan Pavel II., Sollicitudo rei socialis, 1987
- Jan Pavel II., Centesimus annus, 1991
- Benedikt XVI., Deus caritas est, 2005
- Benedikt XVI., Caritas in veritate, 2009
- František, Laudato si’, 2015
- František, Fratelli tutti, 2020